# Direttiva dell'Unione europea 2004/39/CE
La direttiva dell'Unione Europea 2004/39/CE (conosciuta anche come  direttiva MiFID, ove MiFID è acronimo di Markets in Financial Instruments Directive), atto normativo emanato dal Parlamento europeo il 21 aprile 2004, partecipa alla costruzione di un mercato finanziario integrato, efficace e competitivo nell'Unione europea (UE) definendone i principi generali, e si inquadra nel più ampio "piano di azione per i servizi finanziari" (FSAP), varato nel 1999 e concretizzatosi in ben 42 direttive. A tale direttiva è seguita la direttiva 2006/73/CE, attuativa della prima. Sono state recepite dall'Italia nel 2007.

## Obiettivi
La direttiva risponde all'esigenza di creare un terreno competitivo uniforme («level playing field») tra gli intermediari finanziari dell'Unione europea, senza pregiudicare la protezione degli investitori e la libertà di svolgimento dei servizi di investimento in tutta la Comunità. Gli obiettivi di fondo della direttiva MiFID sono:
- la tutela degli investitori, differenziata a seconda del grado di esperienza finanziaria;
- l'integrità dei mercati;
- il rafforzamento dei meccanismi concorrenziali, con l'abolizione dell'obbligo di concentrazione degli scambi sui mercati regolamentati;
- l'efficienza dei mercati, finalizzata anche a ridurre il costo dei servizi offerti;
- il miglioramento dei sistemi di governance delle imprese di investimento ed una migliore gestione dei conflitti di interesse.

## Contenuti
La MiFID segue la cosiddetta Procedura Lamfalussy, approvata con il Consiglio europeo di Stoccolma del 2001, e corrisponde al primo di quattro livelli regolamentari previsti - è la direttiva in cui sono definiti i principi generali. Ad essa è seguita la direttiva di secondo livello (2006/73/CE) e il regolamento attuativo 1287/2006/CE , che contengono le misure tecniche volte ad implementare operativamente quanto definito dalla MiFID.
La direttiva in questione si applica alle tre macro-categorie di soggetti operanti nei mercati finanziari:
- gli intermediari, ovvero le banche e le imprese di investimento, che in Italia sono SIM e SGR (limitatamente alla gestione individuale di patrimoni mobiliari);
- le cosiddette trading venues, che comprendono i gestori di mercati regolamentati, i gestori di sistemi MTF (Multilateral Trading Facility) e gli Internalizzatori Sistematici (queste ultime due categorie di trading venues sono state introdotte proprio dalla MiFID);
- i soggetti che forniscono servizi di consulenza finanziaria.

### Classificazione della clientela
La MiFID impone alle imprese di investimento di operare una classificazione della propria clientela ai fini di modulare gli obblighi informativi da assolvere e le tutele da garantire. I clienti sono suddivisi in tre categorie:
- cliente al dettaglio (o retail), definito in negativo: né cliente professionale, né controparte qualificata;
- cliente professionale, categoria alla quale appartengono di diritto i soggetti autorizzati a svolgere servizi di investimento, i governi nazionali e locali, gli enti pubblici, le Banche centrali, le istituzioni internazionali, e le società di diritto privato che superano determinati limiti di fatturato. Un cliente al dettaglio può chiedere di essere considerato professionale, dopo essersi sottoposto ad una valutazione di idoneità da parte dell'impresa di investimento;
- controparte qualificata, sottoinsieme dei clienti professionali composto da imprese di investimento, enti creditizi e assicurativi, fondi pensione, Governi nazionali, Banche centrali e istituzioni internazionali. L'accesso a tale categoria non è automatico, infatti il cliente deve confermare di voler essere trattato come controparte qualificata.

### Obblighi informativi
La classificazione della clientela è, in primo luogo, funzionale all'individuazione degli obblighi informativi da assolvere. Vi sono innanzitutto obblighi informativi nei confronti di tutte le categorie di clienti e riguardano:
- la classificazione assegnata;
- gli eventuali conflitti di interesse;
- le commissioni pagate a terzi;
- la descrizione degli strumenti finanziari;
- la execution policy;
- le informazioni sulle perdite.

Inoltre, gli intermediari devono comunicare ai clienti al dettaglio le politiche e le misure per la protezione dei clienti, la propria valutazione degli strumenti di portafoglio del cliente ed i costi connessi ai servizi forniti. In generale, comunque, a prescindere dalla categoria di appartenenza, il cliente ha diritto ad informazioni sufficienti ad effettuare scelte di investimento consapevoli e che siano oneste, chiare e non fuorvianti.

### I test di adeguatezza e appropriatezza
Nell'ottica della tutela del cliente, la MIFID non si limita a prevedere, a carico degli intermediari, degli obblighi informativi, ma stabilisce che esso sia tenuto ad effettuare dei test sulla natura del servizio di investimento offerto o richiesto dal cliente. Il test di adeguatezza va effettuato nel caso di prestazione del servizio di consulenza finanziaria. L'intermediario deve verificare che la consulenza fornita corrisponda agli obiettivi di investimento del cliente al quale è rivolta e che sia adeguata alle sue risorse patrimoniali. Spetta all'intermediario raccogliere tutte le informazioni necessarie per comprendere se le conoscenze e le esperienze del cliente sono sufficienti per una corretta valutazione della consulenza fornita.
Il test di appropriatezza è previsto, invece, per tutti gli altri servizi di investimento. In questo caso, i criteri sono le informazioni e le esperienze di cui il cliente dispone riguardo allo specifico prodotto finanziario ed il livello generale di cultura finanziaria posseduta. Un caso particolare è quello della modalità execution only, nella quale non si è tenuti ad effettuare il test di appropriatezza e non sussistono obblighi informativi se non nella fase di accesso del cliente a tale modalità. La execution only può riguardare solo strumenti finanziari non complessi e deve essere richiesta espressamente dal cliente. Se ciò si verifica, l'impresa di investimento è tenuta a precisare che non effettuerà il test di appropriatezza. Lo scopo della modalità di execution only è quella di ridurre i tempi ed abbattere i costi. 

### Servizi di investimento
La MiFID introduce due nuovi servizi di investimento (consulenza e gestione di Multilateral Trading Facility - MTF), che da cinque passano a sette, ovvero:
- Negoziazione per conto proprio;
- Negoziazione per conto terzi;
- Collocamento, con o senza preventiva sottoscrizione o acquisto a fermo, ovvero assunzione di garanzia nei confronti dell'emittente;
- Gestione su base individuale di portafogli per conto terzi;
- Ricezione e trasmissione di ordini, nonché mediazione;
- Consulenza in materia di investimenti;
- Gestione di sistemi di Multilateral Trading Facility (MTF).

Per consulenza si intende la "prestazione di raccomandazioni personalizzate ad un cliente, dietro sua richiesta o per iniziativa dell'impresa di investimento, con riguardo ad una o più operazioni relative a strumenti finanziari".
Gli MTF sono, invece, sistemi multilaterali, funzionalmente simili ai mercati regolamentati, erogabili da un'impresa di investimento o da un gestore del Mercato regolamentato, sul quale sono ammessi a negoziazione sia strumenti quotati sia non quotati.

### Luoghi di negoziazione
Nell'ottica di stimolare la concorrenza e di garantire migliori condizioni agli investitori, la direttiva abolisce l'obbligo di concentrazione degli scambi sui mercati regolamentati, ed introduce nuove forme di scambio, quali i Sistemi multilaterali di negoziazione e gli internalizzatori sistematici (IS).

### Best execution ed execution policy
A fronte di una possibile pluralità di luoghi in cui gli strumenti finanziari sono negoziati, viene riaffermato l'obbligo della best execution, in seguito all'abolizione della presunzione del suo raggiungimento sui mercati regolamentati. Per best execution si intende che l'intermediario è tenuto ad eseguire le operazioni per conto dei clienti alle migliori condizioni possibili, tenuto conto di prezzo, costi, rapidità e probabilità di esecuzione e regolamento, natura e dimensione dell'ordine. La best execution si applica alle transazioni di tutti gli strumenti finanziari, ma non nel caso di controparte qualificata (a meno che non sia quest'ultima a richiederlo espressamente) né nel caso di esecuzione di istruzioni specifiche impartite dai clienti.
La caduta dell'obbligo di concentrazione degli scambi sui mercati regolamentati comporta anche l'adozione e l'implementazione, da parte dell'impresa di investimento, di una execution policy (strategia di esecuzione), che, considerando la categoria del cliente e l'obiettivo del raggiungimento del miglior risultato possibile, indichi, per ciascuna tipologia di strumento, le sedi di esecuzione su cui verranno eseguiti gli ordini di compravendita ed i fattori che verranno valutati ai fini della scelta della sede.

### Compliance e conflitti di interesse
Viene prevista l'istituzione, all'interno di ciascuna impresa di investimento, di una funzione, detta di compliance, dedicata al controllo degli adempimenti degli obblighi di correttezza e trasparenza. Tale funzione deve essere indipendente, disporre di risorse e strutture adeguate e deve avere accesso a tutte le attività dell'intermediario. La compliance, oltre alle funzioni di controllo, si occupa anche di specificare i compiti dei vari soggetti, di garantire l'adeguatezza delle comunicazioni interne e di conservare le registrazioni delle attività svolte.
Per conflitto di interesse si intende il trasferimento del rischio dall'intermediario al cliente a scapito di quest'ultimo. I conflitti di interesse sono rilevanti quando comportano un guadagno per l'impresa ai danni del cliente, quando riguardano lo svolgimento della stessa attività del cliente o quando prevedono il pagamento di un incentivo a soggetti diversi dal cliente. Gli intermediari devono agire in modo da ridurre al minimo i conflitti di interesse. Se tali conflitti non sono evitabili, l'impresa deve informare il cliente dell'esistenza del conflitto prima di agire e deve tenere un apposito registro di tali situazioni.

## Recepimento nei paesi membri

### Italia
L'Italia nel 2007 ha recepito le due direttive con il d.lgs 17 settembre 2007, n. 164. In merito ai test di appropriatezza, la corte d'appello di Milano, con sentenza n. 1094 del 15 aprile 2009 ha stabilito che l'obbligo dell'intermediario di fornire informazioni in relazione alla specifica rischiosità dell'operazione sussiste in relazione a tutti i servizi di investimento, compreso quello di ricezione e trasmissione dati (c.d. Execution Only).